# 死去的基督与天使 (菲奥伦蒂诺)

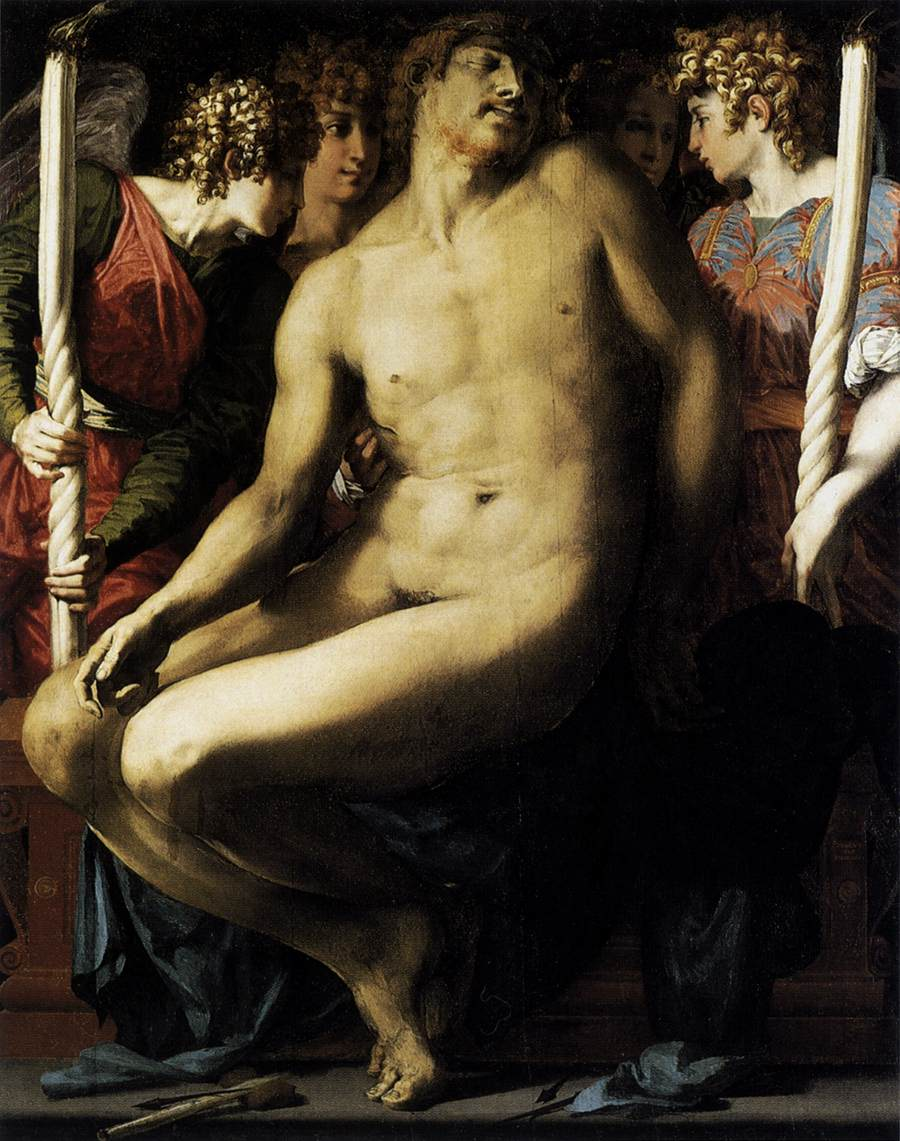
《死去的基督与天使》

《死去的基督与天使》是意大利画家罗索·菲奥伦蒂诺的一幅油画，绘制于1525-1526年，现藏于波士顿美术博物馆。 
画中的基督，带着伤痕，赤裸身体，脱下蓝色的裹尸布，坐在坟墓上，身体扭曲，手臂下垂，双腿交叉，身体的可塑性达到了异常柔软的顶点。旁边有四位天使。其中前面的两位，手持大蜡烛。